# Riedelia eupteron
Riedelia eupteron là một loài thực vật có hoa trong họ Gừng. Loài này được Theodoric Valeton miêu tả khoa học đầu tiên năm 1913.

## Phân bố
Loài này được tìm thấy tại Sabang, ven sông Bắc (Noordrivier = sông Lorentz), ở tây nam đảo New Guinea, thuộc địa phận tỉnh Papua, Indonesia. Mẫu vật điển hình: G.M. Versteeg 1375 do Gerard Martinus Versteeg (1876-1943) thu thập gần Sabang, ven sông Lorentz.